# Forest (Virgínia)
Forest é uma Região censo-designada localizada no estado norte-americano de Virginia, no Condado de Bedford.

## Demografia
Segundo o censo norte-americano de 2000, a sua população era de 8006 habitantes.

## Geografia
De acordo com o United States Census Bureau tem uma área de
38,0 km², dos quais 37,8 km² cobertos por terra e 0,2 km² cobertos por água. Forest localiza-se a aproximadamente 256 m acima do nível do mar.

## Localidades na vizinhança
O diagrama seguinte representa as localidades num raio de 24 km ao redor de Forest.